# Lajos Portisch
Lajos Portisch (Zalaegerszeg, 4 de abril de 1937) é um Grande Mestre de xadrez húngaro.
Portisch foi um dos jogadores não-soviéticos mais fortes do mundo entre a década de 1960 até o final da década de 1980, tendo participado em 12 Interzonais consecutivos, e qualificando-se para o Torneio de Candidatos oito vezes (em 1965, 1968, 1974, 1977, 1980, 1983, 1985, e 1988). Por seu estilo de jogo recebeu o apelido de "Botvinnik" húngaro.
Portisch venceu ou dividiu o primeiro lugar do Campeonatos de Xadrez da Hungria oito vezes (1958, 1959, 1961, 1964, 1965, 1971, 1975, e 1981). Em 2004, Portisch foi premiado com o Nemzet Sportoloja, o maior prêmio esportivo do país. Portisch ainda compete ocasionalmente. Seu rating ELO atual é de 2519, sendo que seu maior rating foi de 2635. Seu irmão mais jovem, Ferenc (nascido em 1939 é um Mestre Internacional.